# Нова Буда (Бучанський район)
Нова́ Бу́да — село в Україні, у Бородянській селищній громаді Бучанського району Київської області.

## Географічне розташування
Село Нова Буда розташоване за 73 км від обласного центру та 13 км від адміністративного центру громади. Через село пролягає залізниця Коростенського напрямку, на якій розташована станція Спартак. В околицях села бере початок річка Пісківка.

## Історія
У 1902 році через село прокладена залізниця з відкриттям роз'їзду Пота́шня (назва походила від навколишнього села Поташня). У 1908 році станція отримала назву Трубецька́. З 1931 року — сучасна назва станції Спартак.
14 листопада 1921 року, під час Листопадового рейду, через станцію Трубецька проходила Волинська повстанська група, очолювана командиром Армії Української Народної Республіки Юрієм Тютюнником. Станцію було звільнено з боєм і взято у полон 30 бійців московських військ, що охороняли станцію.
Село постраждало внаслідок Голодомору 1932—1933 років.
Навпроти церкви розташоване місцеве кладовище, де знаходиться пам'ятник полеглим воїнам під час Другої світової війни.
12 червня 2020 року, відповідно до розпорядження Кабінету Міністрів України № 715-р «Про визначення адміністративних центрів та затвердження територій територіальних громад Київської світової, село увійшло до складу Бородянської селищної громади.
17 липня 2020 року, в результаті адміністративно-територіальної реформи та ліквідації Бородянського району, село увійшло до складу Бучанського району.
День села відзначається на день Святої Трійці.

## Інфраструктура
На території села діє спортивний стадіон та церква імені Ксенії Петербурзької.